# (2574) Ладога
(2574) Ладога — типичный астероид главного пояса, который был открыт 4 августа 1970 года советским астрономом Тамарой Смирновой в Крымской обсерватории, в 25 километрах от Симферополя и назван в честь Ладожского озера. 
Период обращения этого астероида вокруг Солнца составляет 1.759 земных суток.